# Kozielsko
Kozielsko (prononciation : [kɔˈʑelskɔ]) est un village polonais de la gmina de Damasławek dans le powiat de Wągrowiec de la voïvodie de Grande-Pologne dans le centre-ouest de la Pologne.
Il se situe à environ 7 kilomètres à l'ouest de Damasławek (siège de la gmina), 15 kilomètres à l'est de Wągrowiec (siège du powiat), et à 58 kilomètres au nord-est de Poznań (capitale de la Grande-Pologne).
Le village possédait une population de 110 habitants en 2009.

## Histoire
De 1975 à 1998, le village faisait partie du territoire de la voïvodie de Piła.

Depuis 1999, Kozielsko est situé dans la voïvodie de Grande-Pologne.